# Ледне
Ле́дне — село в Україні, у Рівненському районі Рівненської області. Населення становить 84 осіб.

## Географія
Село розташоване на правому березі річки Мельниці.

## Символіка
Символи затверджені 28 листопада 2024 року рішенням Костопільської міської ради. Автори – А. Гречило та Ю. Терлецький.
Сніжинка є асоціативним символом, співзвучним до назви села Ледне. Хрест підкреслює приналежність до Рівненської області. Червоно-чорні смуги уособлюють історичні традиції визвольної боротьби. Щит увінчано золотою сільською короною з колосків, що вказує на статус села.

### Герб
У синьому полі срібна сніжинка, у перетятій на червоне та чорне главі срібний укорочений розширений хрест.

### Прапор
Квадратне полотнище, що складається з трьох горизонтальних смуг - червоної, чорної та синьої (співвідношення їхніх ширин становить 1:1:6), на синьому фоні біла сніжинка, посередині чорної та червоної смуг білий укорочений розширений хрест.

## Історія
У 1906 році колонія Стидинської волості Рівненського повіту Волинської губернії. Відстань від повітового міста 55 верст, від волості 5. Дворів 36, мешканців 213.